# Reinharting (München)
Reinharting war die Bezeichnung einer Gegend, die heute im Norden der bayerischen Landeshauptstadt München liegt. Sie befand sich auf den Gebieten der heutigen Stadtbezirke 11 Milbertshofen-Am Hart und 12 Schwabing-Freimann und dehnte sich von dem heutigen Auftreffen der Domagkstraße auf die Ingolstädter Straße bis zur letzten Straße zu beiden Seiten stadtauswärts, also nach Norden, aus.
Erstnennung am 16. Juni 1270 Juni als Reinhartingen. Es ist somit das 13. älteste Viertel der Stadt. Seit 1913 gehört dieses Gebiet zu München.
Bedeutung des Namens: Ableitung vom Namen Reinhart läge nahe. Da es sich später (zum Beispiel 1670) immer nur um einen Wald handelt, der Ron-hart, Ran-hart, Rein-hart und so weiter geschrieben wird, wohl eher ein Wald (Hart) am Rain oder an der Grenze (Grenzwald).